# 1re brigade blindée (Royaume-Uni)
Pour les articles homonymes, voir 1re brigade.
La 1re brigade blindée britannique, érigée sous le nom de 1re bridage blindée légère (1939), plus tard en 1er groupe de brigade blindé (1942), est une formation blindée de l'armée britannique.

## Histoire
Au début de la guerre, la brigade est basée au Royaume-Uni, d'abord dans le cadre de la 1re division blindée, puis dans le cadre de la nouvelle 2e division blindée. En novembre 1940, elle est déployée en Egypte qu'elle atteint le 1er janvier 1941. En mars 1941, la brigade est envoyée en Grèce dans le cadre de la tentative infructueuse du général Maitland Wilson pour stopper l'invasion allemande. Le 29 avril 1941, la brigade est évacuée vers l'Égypte.
La 1re brigade blindée sert dans la guerre du Désert avec la 7e division blindée à la Seconde bataille d'El Alamein avant sa dissolution le 21 novembre 1942.

## Commandants
Les commandants de la brigade comprennent:
- Brigadier Charles Willoughby Moke Norrie 03/09/39-17/04/40
- (par intérim) Colonel F. C. Ledward 17/04/40–12/04/40
- Brigadier Harold 'Rollie' Vincent Spencer Charrington 04/11/40-02/06/41
- (par intérim) Lieutenant-colonel Reginald Keller (en) 02/06/41-16/06/41
- Brigadier Harold 'Rollie' Vincent Spencer Charrington 16/06/41-20/06/41
- (par intérim) Lieutenant-colonel Reginald Keller 20/06/41–26/07/41
- (par intérim) Lieutenant-colonel Henry Dinham Drew 26/07/41-30/07/41
- Brigadier Edward Cecille Neville Custance 30/07/41-20/09/41
- (par intérim) Lieutenant-colonel WI Leethan 20/09/41–26/10/41
- Brigadier Douglas Arnold Stirling 26/10/41–23/11/41
- (par intérim) Lieutenant-colonel R. B. Sheppard 23/11/41–27/03/42
- Brigadier Arthur Francis Fisher 27/03/42-26/06/42
- Brigadier George Herbert Norris Todd 26/06/42-21/11/42